# Asian Champion Club Tournament 1970
Das Asian Champion Club Tournament 1970 war die dritte Spielzeit des wichtigsten asiatischen Wettbewerbs für Vereinsmannschaften im Fußball. Sie fand vom 1. bis zum 10. April 1970 in Teheran, der Hauptstadt des Irans, statt. Es wurden die Landesmeister aus sieben asiatischen Ländern eingeladen. Gespielt wurde zunächst in einer Gruppenphase und danach im K.-o.-System.
Taj Club gewann den Wettbewerb durch ein 2:1 im Finale gegen Hapoel Tel Aviv.

## Modus
Die sieben Teilnehmer wurden auf eine Dreier- und eine Vierergruppe aufgeteilt, wobei jeder einmal gegen jeden spielte. Die beiden Gruppenbesten aus jeder Gruppe qualifizierten sich für das Halbfinale. Der Gruppensieger aus der einen Gruppe traf auf den Gruppenzweiten aus der anderen Gruppe. Die beiden Verlierer spielten um den dritten Platz. Die Meisterschaft wurde in einem Spiel entschieden.

## Gruppenphase

### Gruppe A
| Pl. | Verein            | Sp. | S | U | N | Tore    | Diff. | Punkte |
| --- | ----------------- | --- | - | - | - | ------- | ----- | ------ |
| 1.  | Taj Club          | 2   | 2 | 0 | 0 | 006:000 | +6    | 04:0   |
| 2.  | Homenetmen Beirut | 2   | 1 | 0 | 1 | 004:500 | −1    | 02:20  |
| 3.  | Selangor FA       | 2   | 0 | 0 | 2 | 002:700 | −5    | 0:40   |

| Taj Club          | 3:0 | Homenetmen Beirut |
| Taj Club          | 3:0 | Selangor FA       |
| Homenetmen Beirut | 4:2 | Selangor FA       |

### Gruppe B
| Pl. | Verein               | Sp. | S | U | N | Tore    | Diff. | Punkte |
| --- | -------------------- | --- | - | - | - | ------- | ----- | ------ |
| 1.  | Hapoel Tel Aviv      | 3   | 3 | 0 | 0 | 011:200 | +9    | 06:0   |
| 2.  | PSMS Medan           | 3   | 2 | 0 | 1 | 006:300 | +3    | 04:20  |
| 3.  | West Bengal FC       | 3   | 1 | 0 | 2 | 003:500 | −2    | 02:40  |
| 4.  | Royal Thai Police FC | 3   | 0 | 0 | 3 | 001:110 | −10   | 0:60   |

| Hapoel Tel Aviv | 5:0 | Royal Thai Police FC |
| PSMS Medan      | 1:0 | West Bengal          |
| Hapoel Tel Aviv | 3:1 | West Bengal          |
| PSMS Medan      | 4:0 | Royal Thai Police FC |
| Hapoel Tel Aviv | 3:1 | PSMS Medan           |
| West Bengal     | 2:1 | Royal Thai Police FC |

## Halbfinale
|                 | Ergebnis |                   |
| --------------- | -------- | ----------------- |
| Hapoel Tel Aviv | w/o      | Homenetmen Beirut |
| Taj Club        | 2:0      | PSMS Medan        |

## Spiel um den dritten Platz
|                   | Ergebnis |            |
| ----------------- | -------- | ---------- |
| Homenetmen Beirut | 1:0      | PSMS Medan |

## Finale

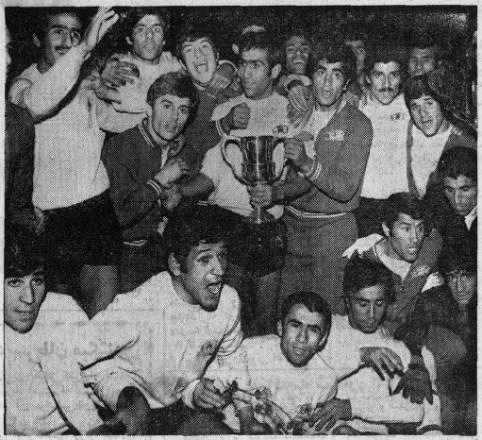
Spieler vom Taj Club mit dem Siegerpokal

Die Finale fand am 10. April 1970 in Teheran (Iran) statt.
|          | Ergebnis |                 |
| -------- | -------- | --------------- |
| Taj Club | 2:1      | Hapoel Tel Aviv |